# Конвой O-105
Конвой O-105 — японський конвой часів Другої світової війни, проведений у серпні — вересні 1943 року.
Конвой сформували на острові Нова Британія в Рабаулі — головній передовій базі японців в архіпелазі Бісмарка, з якої провадились операції на Соломонових островах та сході Нової Гвінеї. Кінцевим пунктом маршруту при цьому був Палау (важливий транспортний хаб на заході Каролінських островів).
До складу конвою О-105 увійшли транспорти «Тага-Мару», «Міто-Мару», «Уме-Мару», «Тояма-Мару» та «Сорачі-Мару». Ескорт складався з мисливців за підводними човнами CH-18 та CH-37.
Опівдні 31 серпня 1943 року судна вийшли з Рабаула. 2 вересня за сто сорок кілометрів на північний захід від острова Муссау (найпівнічніший в архіпелазі Бісмарка) конвой атакував одиночний бомбардувальник B-24 «Ліберейтор». «Тояма-Мару» дістав незначні пошкодження, проте зміг продовжити рейс разом з О-105.
9 вересня конвой прибув до Палау.